# Deutsche Gesellschaft für Chirotherapie und Osteopathie
Die Deutsche Gesellschaft für Chirotherapie und Osteopathie e.V. (DGCO) ist ein Verein mit Sitz und Geschäftsstelle in München und sieht sich als ärztliche Fachgesellschaft für Chirotherapie und Osteopathie in Deutschland. Sie richtet themenbezogene Tagungen, Kongresse und Weiterbildungen aus. Vorsitzender der DGCO ist Dietmar Daichendt. Die DGCO unterhält Kooperationen u. a. mit dem Zentralverband der Ärzte für Naturheilverfahren e.V. (ZAEN).
Die DGCO vergibt den Ausbildungstitel für Fachärzte der osteopathischen Medizin M.D.O.

## Geschichte
Die Gesellschaft wurde 1998 in Stuttgart als Deutsche Gesellschaft für Chirotherapie (DGCh) gegründet. 2006 wurde die Osteopathie in die Satzung mit aufgenommen, der Gesellschaftssitz nach München verlagert und der Gesellschaftsname auf DGCO geändert. Im Zuge dieser Umstrukturierung traten über 180 Mitglieder aus, nachdem sie von einem zurückgetretenen Vorstandsmitglied dazu aufgefordert worden waren und gründeten die „Deutsche Gesellschaft für Manualtherapie e.V.“ (DGMT). Nach einem drei Jahre dauernden Gerichtsverfahren konnte die DGMT wieder mit ihren 180 Mitgliedern, gemäß Umwandlungsgesetz in die DGCO zurückgeführt werden.